# Основы российской государственности
«Основы российской государственности» (также Основы и принципы российской государственности) — идеологический курс для российских высших учебных заведений, разработанный Министерством науки и высшего образования России. По задумкам авторов курса, после изучения этого предмета у студентов «сформируется чувство патриотизма и гражданственности», они поймут «особенности исторического пути российского государства, самобытность его политической организации» и будут отождествлять свои «индивидуальные достоинства и успехи» с «политической стабильностью своей Родины».

## История
О курсе объявил президент России Владимир Путин в декабре 2022 года на Государственном совете РФ, посвящённом молодёжной политике, а соответствующее поручение подписано в январе 2023 года. Преподавание планируется с сентября 2023 года. Курс — часть анонсированного ранее идеологического проекта «ДНК России». Разработкой курса занимался Андрей Полосин — проректор РАНХиГС. Он и глава Совета по правам человека при президенте РФ Валерий Фадеев отметили, что курс не является пропагандой.
Авторы курса сделали два разных учебника. Один для «студентов, изучающих социогуманитарные науки», а второй для студентов «естественно-научных и инженерных специальностей». «Основы российской государственности» преподаются на первом курсе всех (и гуманитарных, и технических) вузов России. Курс рассчитан на 72 часа, включающие как лекции, так и семинары; из них 18-20 часов — внеаудиторная нагрузка. Студенты сдают два зачёта.
Утверждается, что в подготовке курса приняли участие 3 тысячи преподавателей из 562 университетов России. К началу 2023/2024 учебного года планировалось прохождение обучения в РАНХиГС пройдут около 50 тысяч педагогов высшей школы.

## Содержание курса
Курс разбит на пять блоков: «Что такое Россия», «Российское государство-цивилизация», «Российское мировоззрение и ценности Российской цивилизации», «Политическое устройство», «Вызовы будущего и развитие страны».
В курсе рассказывают про «ультралиберальные идеологии», которые «навязывают культ смерти» через аборты, эвтаназию и веганство, которым противостоят «традиционные ценности» — «вера (духовность)», «достоинство», «единая история», «народовластие», «справедливость», «свобода», «согласие (солидарность, соборность)».